# Казахстан в годы Великой Отечественной войны
Казахстан в годы Великой Отечественной войны 1941—1945 являлся частью СССР в статусе союзной республики (Казахская ССР), поэтому вступил в войну с момента вторжения армии нацистской Германии на территорию Советского Союза 22 июня 1941 года.

## Участие в войне
В ряды Красной Армии было призвано 1 млн 200 тыс. чел. в дополнение к 178 тысячам служивших в армии СССР. Воины Казахстана принимали участие во всех сражениях. В начале войны в числе защитников Брестской крепости были сотни казахстанцев.
В Московской битве, начавшейся в конце сентября 1941 года, особенно отличились 316-я стрелковая дивизия под командованием генерала И. В. Панфилова и 312-я стрелковая дивизия под командованием полковника А. Ф. Наумова.
Героическое сопротивление врагу оказал 1073-й стрелковый полк под командованием Бауыржана Момышулы. В обороне Москвы проявили героизм политработники Панфиловской дивизии П. Б. Вихрев, М. Габдуллин, автоматчик Т. Тохтаров. Начиная с 6 сентября 1941 года казахстанские военные соединения принимали активное участие в обороне Ленинграда. Летом 1942 года казахстанцы вошли в прифронтовую зону Сталинградской битвы. В Курской битве и на других фронтах сражались казахстанские соединения и части, они освобождали от оккупантов Белоруссию, Прибалтику, Молдавию, Украину и страны Восточной Европы.
В битве за Днепр и освобождении Киева героически воевал 47-й отдельный гвардейский танковый полк прорыва Галия Адильбековича Адильбекова, проявившего себя с первых дней войны: в битве за Витебск (1941), в контрнаступлении под Трубчевском (1941), под Сталинградом (1942). Ещё в начале войны о нём уже были две независимые публикации в центральных газетах СССР — от 5-го сентября 41 г. в газете «Вечерняя Москва» и 13-го сентября 41 г. в газете «Известия». На момент гибели единственный из представителей народов Центральной Азии в звании гвардии подполковника — командира отдельного гвардейского танкового полка. forum.patriotcenter.ru. Дата обращения: 21 декабря 2022.
Воины-казахстанцы внесли свой вклад в освободительную миссию Красной Армии. Они штурмовали Берлин, участвовали в водружении Знамени Победы над рейхстагом. В числе боевых соединений, освобождавших Польшу, Болгарию, Чехословакию, Венгрию, Румынию, Югославию, Австрию, были сформированные в республике дивизии: 72-я гвардейская Красноградская, 73-я Сталинградско-Дунайская, 27-я гвардейская Новобугская, 150-я Идрицкая Берлинская, 314-я Кингисеппская стрелковая и др.

### Партизанское движение
Казахстанцы активно участвовали и в партизанской войне. На территории Ленинградской области сражались около 220 казахстанцев, на Смоленской земле — свыше 270, на Украине и в Белоруссии — около 3000. В их числе были воины-казахи Г. Ахмедьяров, Б. Жангельдин, А. Шарипов, Н. Байсентова, Т. Жумабаева, Ж. Саин, Г. Омаров и др. Партизанским командирам А. С. Егорову, Н. В. Зебницкому, Ф. Ф. Озмителю было присвоено звание Героев Советского Союза, а К. Кайсенов награждён медалями. Около 300 казахстанцев приняли участие в движении сопротивления на территории Европы. После победного окончания войны против фашизма казахстанские воины сражались против Квантунской армии Японии.

### Награды
За героизм, проявленный на фронтах Великой Отечественной войны, боевыми орденами и медалями СССР были награждены сотни тысяч воинов из Казахстана, в том числе 96 638 казахов. 497 человек (в том числе 98 казахов) удостоены звания Героя Советского Союза. Среди них казахские девушки — пулемётчица М. Маметова, снайпер А. Молдагулова. Казахстанские лётчики Т. Я. Бегельдинов, Л. И. Беда, И. Ф. Павлов, С. Д. Луганский дважды стали Героями Советского Союза.

## Промышленность
В первые месяцы войны началась конверсия промышленности республики. В полной мере была задействована её сырьевая база. В условиях, когда природоресурсные источники европейской части СССР были оккупированы врагом, Казахстан превратился в мощный арсенал фронта. Экономика республики была ориентирована на военные нужды. Казахстан занял ведущее место в производстве меди, свинца, висмута, молибдена, полиметаллов, необходимых для военной промышленности. Оборонные заводы Казахстана освоили выпуск новых образцов оружия, снарядов, мин и других видов продукции военного назначения. Карагандинские горняки обеспечивали промышленность и транспорт углём. Предприятия Урало-Эмбинского нефтяного района увеличили на 39 % производство жидкого топлива. Производство электроэнергии возросло в 2 раза. Всего за 1941—45 было построено 460 новых промышленных предприятий. Среди них 142 предприятия были эвакуированы в Казахстан из районов военных действий и за короткий срок вступили в строй. В развитие промышленности республики в 1941—45 было вложено 3,6 млрд рублей, что превышало в 2 раза довоенный уровень капиталовложений. В два раза по сравнению с довоенным периодом была увеличена добыча угля. Казахстан в 1945 году поставлял 30 % общесоюзной добычи меди, 60 % молибдена, 85 % выплавки свинца. Доля металлообработки и машиностроения с 16 % в 1940 выросла до 35 % в 1945.

## Сельское хозяйство
Сельское хозяйство Казахстана обеспечивало фронт и тыл продовольствием, промышленность — необходимым сырьём. В 1942 поголовье скота выросло на 2 млн, а посевные площади увеличились на 1 млн га. За 1941—45 республика выдала 5829 тысяч тонн зерна, 734 тысяч тонн мяса и другие виды продовольствия.
В годы войны трудящиеся республики отправляли на фронт тёплую одежду, продукты питания, на средства отдельных граждан были построены танки, самолёты, подводные лодки. В фонд обороны трудящиеся Казахстана добровольно внесли из личных сбережений 4,7 млрд рублей. Казахстан принял активное участие в восстановлении народного хозяйства освобождённых районов. С этой целью из республики были отправлены специалисты, сельскохозяйственная техника, оборудование, 500 тысяч голов скота. Кроме того, труженики республики в течение двух лет содержали около 0,5 млн голов скота, вывезенного из оккупированных районов, сохранили и вернули его обратно. В годы войны деятели искусства Казахстана создавали концертные бригады, которые выступали перед воинами-фронтовиками.

## Наука
В военные годы бурное развитие получила наука Казахстана. В 1941—45 в республике было открыто 12 научно-исследовательских институтов. Значительный вклад в развитие науки Казахстана внесла комиссия АН СССР по мобилизации ресурсов Урала, Сибири и Казахстана во главе с академиком АН СССР В. Л. Комаровым.

## Казахстанские воинские соединения периода Великой Отечественной войны
После вторжения войск фашистской Германии на территорию СССР руководство страны предприняло ряд мер по развертыванию и укреплению советских Вооруженных Сил. По всей стране шла работа по созданию воинских формирований. В Казахстане советы военных округов, местные военные комиссариаты проводили её совместно с партийными организациями. В городах и областях республики проводилась работа по созданию кавалерийских соединений и частей. В июле 1941 года — апреле 1942 года в Казахстане было сформировано 12 стрелковых, 4 кавалерийских дивизий, 7 стрелковых бригад и около 50 полков и отдельных батальонов других родов войск.
Около 30 % воинов дивизий и бригад составляли казахи, 30—40 % — русские, 20—25 % — украинцы, остальные — представители других национальностей и народностей Казахстана. Лишь в казахских национальных соединениях — 100-й и 101-й стрелковых бригадах, 96-й, 105-й и 106-й кавалерийских дивизиях — казахов было около 90 % личного состава. Ниже приводится перечень казахстанских воинских частей и соединений с кратким описанием их боевого пути.
8-я стрелковая дивизия, сформирована в конце 1941 года в составе 151—229, 310-го стрелкового и 62-го артиллерийских полков, В бой вступила 8.7.1942 на участке Успенское, хутор Кшень, Красный Посёлок юго-западнее города Ливны Орловской области. Участвовала в Воронежско-Касторненской операции (24.1.—2.2.1943), освободила 48 насесенных пунктов, в том числе гг. Урицкое и Касторное. В Курской битве (5.7.1943—23.8.1943) стойко обороняла участок фронта в районе Малоархангельска Орловской области, а затем, перейдя в контрнаступление, освободила ст. Глазуновка, г. Кромы и около 70 других населённых пунктов. 10-12 сентября форсировала р. Десну у с. Оболонье Черниговской обл., 22—27 сентября — р. Днепр у сел Верхние Жары и Навозы и р. Припять у с. Ново-Шеиеличи. В 1944 году с боями прошла от района Коростеня до границы Венгрии, преодолев несколько рек и Восточные Карпаты. За прорыв обороны противника на реке Горынь и освобождение города Ямполь 19 марта 1944 дивизии присвоено почетное наименование «Ямпольской». 19 февраля 1945 года за участие в освобождении словацких гг. Спишска-Ново-Вес, Спишка-Стара-Вес и Левоча награждена орденом Красного Знамени, а 3 мая 1945 года за освобождение г. Ружомбсрок — орденом Суворова И степени. Боевой путь закончила у чешского г. Глинско, восточной Праги. Дивизией командовали ГА. Зверев, И.Иванов, П.Гудзь, Н. Иванов, А.Смирнов, Н.Урюмов, военкомами (зам. командира по политчасти) были Н.Дьяк, И.Кохановский, М.Погодин, С.Паршин.
88-я дивизия, сформирована в составе 426, 611, 758-го стрелковых и 104-го арт. полков. Формировалась как 39-я стрелковая бригада в Алматы осенью 1941. В составе войск Московской зоны обороны защищала столицу. Во время Торопецко-Холмской операции (январь-февраль 1942) с боями прошла от озера Селигер до города Велиж Смоленской области. В апреле — мае 1942 в районе города Кимры Московской области переформирована в 38-ю стрелковую дивизию в составе 426, 611, 758-го стрелковых и 401-го артиллерийского полков. В 1943 участвовала в ликвидации Ржевского плацдарма противника и освобождении Смоленской обл., в 1944—45 освобождала Белоруссию, Литву, Воет, Пруссию, польскую Силезию и сев. р-ны Чехословакии. Войну закончила в районе города Танвальд севернее Праги. За прорыв обороны гитлеровцев вост. Орши дивизии присвоено почетное наименование «Витебская», а за форсирование Березины* и освобождение белорусского города Лида награждена орд. Красного Знамени, за преодоление реки Неман и прорыв обороны врага на границе Вост. Пруссии — 14 ноября 1944 года орден Суворова II степени, за овладение мощным опорным пунктом противника в г. Хейлигенбайль (Восточная Пруссия) — 24 апреля 1945 года ордена Кутузова II степени. Дивизией командовали В. Г. Позняк, А. Ф. Болотов, Г. А. Буланов, Ф. Т. Ковтунов, А. А. Кузенный, И. С. Самохвалов. Военкомами были Г. Н. Багаев, Д. Я. Ефанов, И. И. Попков.
8-я гвардейская стрелковая дивизия, сформирована в июле — августе 1941 в Алматы как 316-я стрелковая дивизия. Прославилась героическими подвигами в битве под Москвой. 6 октября 1941 получила приказ Ставки Верховного Главного командования о переброске её на Волокаламское направление Западного фронта в распоряжение 16-й армии под командованием генерала К. К. Рокоссовского. Попытки гитлеровцев овладеть районом Волоколамска и прорваться к Москве не увенчались успехом. Символом геройства и отваги стал подвиг 28-и гвардейцев—панфиловцев во главе с политруком В. Г. Клочковым, стоявших насмерть, отражая танковые атаки врага у разъезда Дубосеково. 17 нояб. 1941 за образцовое выполнение боевых заданий и проявленную стойкость и мужество 316-я стрелковая дивизия была переименована в 8-ю гвардейскую и 18 ноября награждена орденом Красного Знамени. 23 ноября после гибели первого командира — генерала И. В. Панфилова дивизии было присвоено его имя. За смелые и решит, действия награждена орденом Ленина (16.3.1942). За освобождение города Резекне (Режицы) ей было присвоено почетное наименование «Режицкая» (19.8.1944). За участие в освобождении Риги награждена орденом Суворова 2-й степени. Войну закончила в Курляндии. За годы войны свыше 14 тысяч воинов дивизии награждены орденами и медалями СССР. 37 присвоено звание Героя Советского Союза, среди них И. В. Панфилов, Т.Тохтаров, И. Курганский, И. Шапшаев, A.Косаев, М.Сенгирбаев, А.Крючков, Я.Бондаренко, Бауыржан Момышулы (1990) и др. Командиры дивизии: И. В. Панфилов, B.А. Ревякин, И. М. Чистяков, И.И; Серебряков, С.С Чернигов, Д. А. Дулов, Э. Ж. Седулин, А. Д. Кулешов,. Г. И. Панишев, Г. И. Ломов. Военкомы: С. А. Егоров, П. Ф. Лобов, Д. И. Шершин, Ф. Ф. Криворучко.
151-я стрелковая бригада, сформирована в конце 1941 — начале 1942. С 17 июля 1942 года вела бои за ликвидацию «Рамушевского коридора», соединявшего демянскую группировку противника с его основными силами. С сентября 1942 года обороняла участок фронта от устья реки Ловать до города Старая Русса. Здесь же в сентябре 1943 года переформирована в 756-й стрелковый полк 150-й стрелковой дивизии, который участвовал в освобождении северо-западных районов РСФСР, Латвии, Польского Поморья, во взятии Берлина. Бригадой командовал Л. В. Яковлев. Военком — Столяров.
81-я кавалерийская дивизия — сформирована осенью 1941 года. Участвовала в боях с 20 ноября 1942 года южнее Сталинграда. Ударом на ст. Котельниковская в конце ноября 1942 года сорвала подготовку противника в деблокаде окруженных в Сталинграде войск Паулюса. В мае 1943 года расформирована с передачей личного состава в другие части. Дивизией командовали Д. И. Гутишев, В. Г. Баумштейн, А. Ф. Скороходов. Военкомами были Г. И. Клецов, Р. А. Джалилов, М. Б. Рейтборд.
В 1941 году в Казахстане были сформированы: в Алматы 405-я стрелковая дивизия; в Устъ-Каменогорске — 96-я казахская национальная кавалерийская дивизия; в Жамбыле (Таразе) — 105-я казахская национальная кавалерийская дивизия; в Акмолинске (Астане) — 106-я казахская национальная кавалерийская дивизия. В связи с сокращением количества кавалерийских дивизий в марте — апреле 1942 года они были расформированы, личный состав и боевая техника переданы в другие части и соединения Советской Армии (см. также: 209-й стрелковый полк, 219-й стрелковый полк, 27-я гвардейская стрелковая дивизия, 292-я стрелковая дивизия, 991-й авиационный полк ночных бомбардировщиков, 992-й авиационный полк ночных бомбардировщиков, 556-я отдельная авиационная эскадрилья связи, 100-я казахская национальная стрелковая бригада, 101-я казахская национальная стрелковая бригада, 118-я стрелковая дивизия, 129-й минометный полк, 173-й гаубичный артиллерийский полк, 72-я гвардейская стрелковая дивизия, 73-я гвардейская стрелковая дивизия, 756-й стрелковый полк, 78-й стрелковый полк, 30-я гвардейская стрелковая дивизия, 310-я стрелковая дивизия, 312-я стрелковая дивизия, 314-я стрелковая дивизия, 387-я стрелковая дивизия, 391-я стрелковая дивизия).